# Жерники (Оборницький повіт)
Жерники (пол. Żerniki, нім. Zornsdorf) — село в Польщі, у гміні Оборники Оборницького повіту Великопольського воєводства.
Населення — 226 осіб (2011).
У 1975-1998 роках село належало до Познанського воєводства.

## Демографія
Демографічна структура станом на 31 березня 2011 року:
|          | Загалом | Допрацездатний вік | Працездатний вік | Постпрацездатний вік |
| -------- | ------- | ------------------ | ---------------- | -------------------- |
| Чоловіки | 125     | 33                 | 83               | 9                    |
| Жінки    | 101     | 27                 | 60               | 14                   |
| Разом    | 226     | 60                 | 143              | 23                   |